# Токитэнку Ёсиаки
Токитэнку Ёсиаки (яп. 時天空 慶晃), настоящее имя Алтангадасын Хучитбаатар (монг. Алтангадасын Хүчитбаатар; 10 сентября 1979 – 31 января 2017), – профессиональный борец сумо. Начал выступать на профессиональном уровне с 2002 года, через два года достиг дивизиона макуути. Высший ранг, которого он достигал в трёх разных случаях, но не мог удержать больше одного турнира – комусуби. Завоевал один специальный приз за технику. Выступал за школу Токицукадзэ. В 2014 году получил японское гражданство. В 2015 году у него была обнаружена злокачественная лимфома. В 2016 году он ушёл в отставку и стал тренером. Стал первым борцом монгольского происхождения, которому было позволено остаться в ассоциации сумо на положении тренера после отставки из рядов выступающих борцов. Умер в январе 2017 года.

## Биография

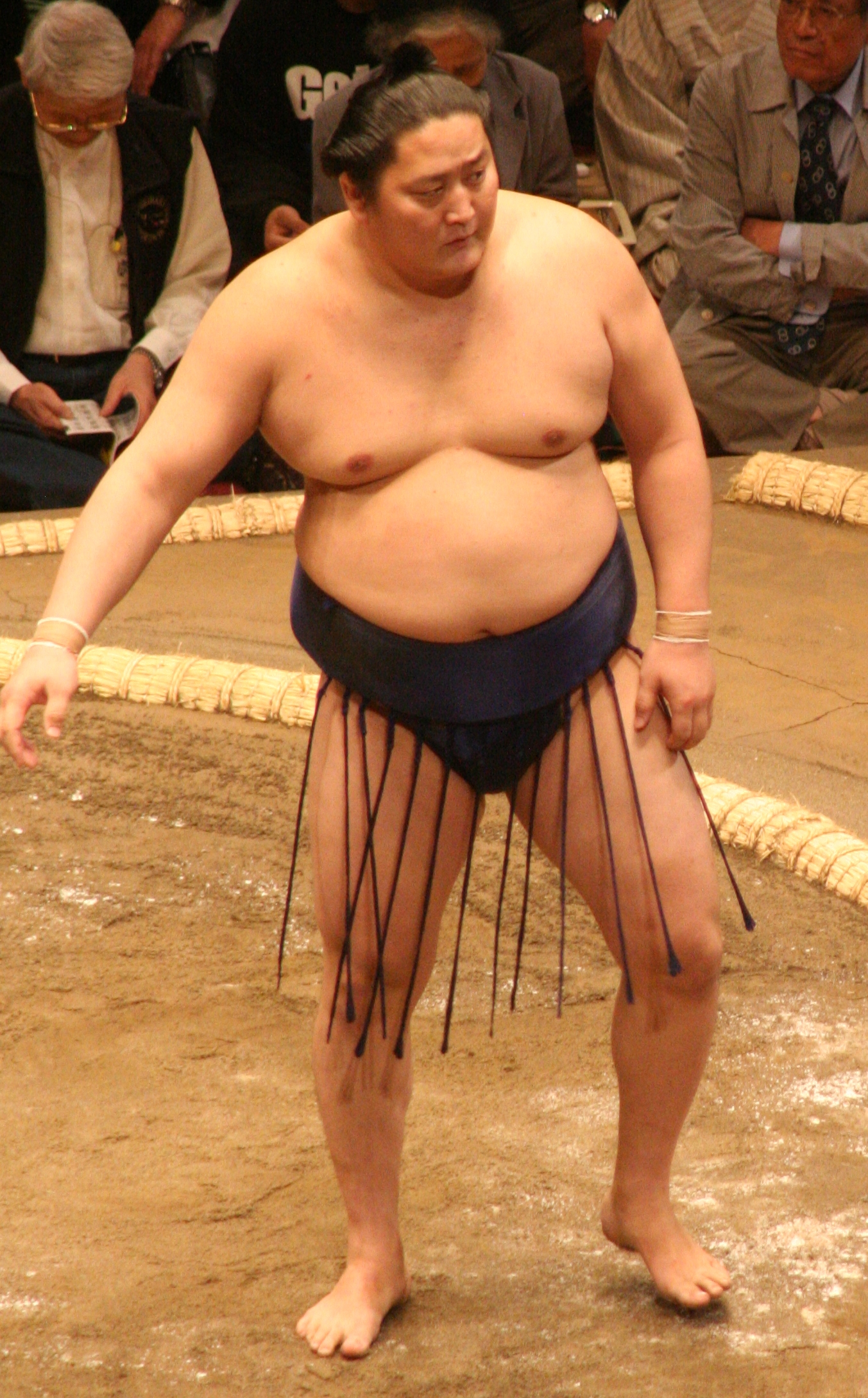
Токитэнку в мае 2009 года

Хучитбаатар родился в аймаке Туве, Монголия. Он сын монгольского борца, достигшего в монгольской борьбе ранга, эквивалентного комусуби. Впервые он прибыл в Японию для учёбы в Токийском сельскохозяйственном университете, отложив учебу в Монгольском государственном сельскохозяйственном университете. Хотя Хучитбаатар присоединился к университетскому клубу сумо и первые годы побеждал в университетских чемпионатах в весе до 100 кг, он, получив знания о японской сельскохозяйственной администрации и пищевых технологиях, решил вернуться в Монголию и преподавать. Тем не менее, он решил попробовать стать профессионалом, вдохновившись выступлениями Асасёрю и Асасёкирю , с которыми он подростком занимался дзюдо в Улан-Баторе. На второй год университета он поступил в школу Токицукадзэ, едва успев до достижения возраста в 23 года (предел, установленный Японской ассоциацией сумо). В марте 2004 года он окончил Токийский сельскохозяйственный университет.
После поступления он получил прозвище (сикона) Токитэнку, что означает ясное монгольское небо. Карьеру он начал в 2002 году, победив во всех 22 первоначальных схватках и трижды став чемпионом в своих дивизионах. Он стал третьим борцом в истории, победившим в трёх дивизионах подряд и четвёртым по длительности беспроигрышной серии после вступления в профессиональное сумо (после Ёкёрю – 27 побед и Итаи и Тотиадзумы – 26 побед). В марте 2004 года он добрался до дивизиона дзюрё, и спустя два турнира до высшего дивизиона макуути. Ему потребовалось всего 12 турниров после дебюта в профессионалах, чтобы попасть в высший дивизион, что в то время было рекордом по быстроте, с тех пор как в 1958 году был введён формат шести турниров в год.
Сначала Токитэнку не удалось закрепиться в дивизионе макуути, он дважды опускался в дзюрё. Тем не менее, в ноябре 2005 года он смог закончить турнир с показателем 10-5 и получить ранг маэгасира №1 и специальный приз за технику. В марте 2007 года он впервые выступил в ранге комусуби и на день открытия победил ёкодзуну Асасёрю, но ему не удалось получить другой специальный приз, поскольку с показателем 7-8 совсем немного не хватило до большинства побед. В июле 2007 года он снова вернулся в ранг комусуби, но также показал результат 7-8. В 2008 году он показал результат макэкоси (число поражений больше числа побед) во всех шести турнирах этого года.
В январе 2010 года, на десятый день соревнования, ему пришлось впервые за карьеру покинуть турнир из-за вывихнутого большого пальца. В последующих трёх турнирах он добился твёрдых положительных показателей и начал сентябрьский турнир 2010 года в ранге маэгасира №1. Однако этот турнир он закончил с катастрофическим показателем 2-13.
В июле 2013 года после 35 проведённых турниров Токитэнку снова вернулся в ранг комусуби, уступив по этому рекорду долготы только Аобаю, который ждал 75 турниров с 1975 по 1983 год. Этот скачок он совершил с довольно низкой позиции маэгасира № 8 в ходе майского турнира. В дальнейшем серия плохих выступлений впервые с 2005 года отбросила его в дивизион дзюрё. Однако в марте 2014 года он немедленно вернулся в высший дивизион в ранге дзюрё № 3. В сентябре 2014 он снова повторил восхождение после падения в дивизион дзюрё. В 2015 году он выступил в двух турнирах высшего дивизиона и в мае снова опустился в дивизион дзюрё, но через турнир снова вернулся в макуути. После выступлений на июльском и сентябрьском турнирах с показателем макэкоси он вышел из ноябрьского турнира, когда у него была обнаружена злокачественная лимфома. Находясь с октября на лечении, он также пропустил январский турнир 2016 года, чтобы обсудить будущее с руководителем своей хэи перед весенним турниром в Осаке. Июльский турнир 2016 года стал пятым турниром, пропущенным Токитэнку, и он опустился в дивизион сандаммэ с номером 26.
26 августа 2016 года японская ассоциация сумо объявила об отставке Токитэнку. Он принял японское гражданство в январе 2014 года и приобрёл лицензию тосиёри (старейшины) Магаки у бывшего ёкодзуны Ваканоханы Кани-третьего, благодаря чему стал первым борцом, рождённым в Монголии, получившим право остаться в ассоциации после отставки. Он стал известен как ояката Магаки и работал тренером в школе Токицукадзэ, став вторым борцом монгольского происхождения, оставшимся в тренерах после Кёкутэнхо. Он заявил, что «проходя длительное лечение, трудно восстановить физическую форму и продолжать выступления в сумо». Он считал самым запоминающимся поединком победу над своим товарищем по школе Тойоносимой в плей-офф на чемпионате сандаммэ в январе 2003 года. Токитэнку ушёл из жизни 31 января 2017 года в возрасте 37 лет. С октября ему пришлось пребывать дома, из-за чего он не смог выполнять обязанности оякаты на турнирах в ноябре 2016 и январе 2017 годов.

## Стиль борьбы
В начале карьеры в сумо Токитэнку весил 113 кг, но неуклонно набирал вес и к высшему дивизиону достиг веса в 150 кг. Он предпочитал захват миги-ёцу: левая рука снаружи, а правая между рук противника. Наиболее часто он выигрывал, используя технику ёри-кири (вытеснение), хотя также не чурался толчковых техник – хатаки-коми и хики-отоси. Также он любил применять броски. Благодаря опыту дзюдо Токитэнку весьма искусно использовал зацепы, выиграв 17 схваток приёмом утигакэ (зацеп за левую ногу изнутри). Также он в 11 случаях использовал очень редкий приём нимаи-гери (зацеп ногой снаружи за лодыжку) хотя и не применял эту технику в высшем дивизионе до победы над Сётэнро в мае 2011 года. Он также применил этот приём, победив одзэки Котоосю в марте 2007 года, но приём был отмечен как ситатэ-нагэ (бросок с захватом пояса из-под руки противника).

## Выступления
| Год в сумо | Январь Хацу басё, Токио                        | Март Хару басё, Осака                           | Май Нацу басё, Токио                             | Июль Нагоя басё, Нагоя                           | Сентябрь Аки басё, Токио          | Ноябрь Кюсю басё, Фукуока                          |
| --- | ---------------------------------------------- | ----------------------------------------------- | ------------------------------------------------ | ------------------------------------------------ | --------------------------------- | -------------------------------------------------- |
| 2002 | x                                              | x                                               | x                                                | (Маэдзумо)                                       | Дзёнокути #40 запада 7–0 чемпион  | Дзёнидан #30 востока 7–0–P чемпион                 |
| 2003 | Сандаммэ #33 запада 7–0–P чемпион              | Макусита #22 востока 5–2                        | Макусита #11 востока 4–3                         | Макусита #6 запада 4–3                           | Макусита #4 востока 4–3           | Макусита #1 запада 3–4                             |
| 2004 | Макусита #3 востока 5–2                        | Дзюрё #11 востока 8–7                           | Дзюрё #10 запада 12–3 чемпион                    | Маэгасира #17 востока 6–9                        | Дзюрё #2 запада 9–6               | Маэгасира #15 запада 7–8                           |
| 2005 | Маэгасира #17 запада 6–9                       | Дзюрё #2 запада 10–5                            | Маэгасира #15 запада 8–7                         | Маэгасира #12 востока 9–6                        | Маэгасира #6 запада 7–8           | Маэгасира #7 запада 10–5 Т                         |
| 2006 | Маэгасира #1 запада 5–10                       | Маэгасира #6 запада 8–7                         | Маэгасира #4 востока 5–10                        | Маэгасира #8 востока 10–5                        | Маэгасира #2 запада 7–8           | Маэгасира #3 востока 9–6                           |
| 2007 | Маэгасира #2 востока 8–7                       | Комусуби #1 запада 7–8                          | Маэгасира #1 запада 8–7                          | Комусуби #1 востока 7–8                          | Маэгасира #1 востока 6–9          | Маэгасира #3 запада 9–6                            |
| 2008 | Маэгасира #1 запада 6–9                        | Маэгасира #3 востока 7–8                        | Маэгасира #4 востока 6–9                         | Маэгасира #6 запада 7–8                          | Маэгасира #7 запада 6–9           | Маэгасира #9 запада 7–8                            |
| 2009 | Маэгасира #10 востока 9–6                      | Маэгасира #3 запада 5–10                        | Маэгасира #9 востока 7–8                         | Маэгасира #10 запада 9–6                         | Маэгасира #4 запада 8–7           | Маэгасира #2 запада 5–10                           |
| 2010 | Маэгасира #8 востока 5–5–5                     | Маэгасира #13 востока 10–5                      | Маэгасира #6 востока 8–7                         | Маэгасира #3 запада 8–7                          | Маэгасира #1 востока 2–13         | Маэгасира #11 запада 8–7                           |
| 2011 | Маэгасира #8 запада 6–9                        | Отмена басё 0–0–15                              | Маэгасира #13 запада 8–7                         | Маэгасира #7 востока 8–7                         | Маэгасира #4 запада 6–9           | Маэгасира #7 востока 6–9                           |
| 2012 | Маэгасира #10 востока 11–4                     | Маэгасира #2 востока 3–12                       | Маэгасира #9 востока 7–8                         | Маэгасира #9 запада 9–6                          | Маэгасира #6 востока 6–9          | Маэгасира #8 востока 7–8                           |
| 2013 | Маэгасира #9 востока 10–5                      | Маэгасира #3 востока 5–10                       | Маэгасира #8 востока 10–5                        | Комусуби запада 4–11                             | Маэгасира #5 востока 5–10         | Маэгасира #10 востока 6–9                          |
| 2014 | Маэгасира #13 запада 4–11                      | Дзюрё #3 востока 10–5                           | Маэгасира #14 запада 7–8                         | Маэгасира #15 запада 7–8                         | Маэгасира #16 востока 6–9         | Дзюрё #1 востока 12–3 Champion                     |
| 2015 | Маэгасира #13 запада 9–6                       | Маэгасира #8 запада 3–12                        | Дзюрё #1 востока 10–5                            | Маэгасира #11 востока 6–9                        | Маэгасира #13 запада 7–8          | Маэгасира #14 запада Пропустил из-за травмы 0–0–15 |
| 2016 | Дзюрё #9 востока Пропустил из-за травмы 0–0–15 | Макусита #6 запада Пропустил из-за травмы 0–0–7 | Макусита #46 запада Пропустил из-за травмы 0–0–7 | Сандаммэ #26 запада Пропустил из-за травмы 0–0–7 | Сандаммэ #87 востока Отставка 0–0 | x                                                  |
| Результат приведен как победил-проиграл-снялся Победа Малый кубок Отставка Не выступал в макуути Специальные призы: Д=За боевой дух (Канто-сё); В=За выдающееся выступление (Сюкун-сё); Т=За техническое совершество (Гино-сё) Ещё показаны: ★=Кимбоси; P=Участие в дополнительном финале Лиги: Макуути — Дзюрё — Макусита — Сандаммэ — Дзёнидан — Дзёнокути Ранги макуути: Ёкодзуна — Одзэки — Сэкивакэ — Комусуби — Маэгасира |                                                |                                                 |                                                  |                                                  |                                   |                                                    |